# Valerius (archevêque d'Uppsala)
Valerius fut archevêque d'Uppsala en Suède de 1207 à 1219 (ou plus tard jusqu'en 1224). Il est le 5e archevêque siégeant depuis l'établissement du siège archiépiscopal  en 1164.

## Archevêque d'Upsala
À la création de l'archevêché à Uppsala en 1164, le pape n'est pas convaincu de la rigueur  du christianisme suédois et  fait de l'archevêque de Lund, en Scanie dans le royaume de Danemark, le primat d'Uppsala. Lorsque Valerius le chapelain du roi est élu à Uppsala en 1207, l'archevêque danois s'y oppose au motif qu'il était le fils d'un prêtre et que les membres du clergé ne sont pas autorisés à se marier. En Suède, la pratique du mariage des prêtres persistera jusqu'à la fin du  Moyen-Âge en raison des faibles effectifs du clergé. Le Pape donne une dispense pour Valerius au motif qu'il n'y a pas d'autre candidat et que Valerius est connu comme un lettré,  vertueux et de bonnes mœurs.

## Guerre civile
Lors de la guerre civile qui oppose la maison de Sverker à celle d'Erik  Valerius prend le parti du roi Sverker le Jeune. En 1208 l'opposant au roi, Erik Knutsson s'empare du pouvoir et contraint le roi Sverker II à s'exiler dans le royaume de Danemark avec l'archevêque Valerius. Sverker le Jeune recrute une petite armée et avec l'aide de ses parents danois les fils de Sune et il tente de reprendre le trône mai il est tué lors de la Bataille de Gestilren. Valerius peut alors revenir à Uppsala, où il couronne le roi Éric X en novembre 1210. Le Pape Innocent III envoie une correspondance à Valerius dans laquelle il proclame que ce procédé n'est pas autorisé et est illégal mais il semble que l'injonction pontificale n'ait eu que peu d'impact en Suède.

## Établissement de l'église en Finlande
Valerius semble s'être impliqué dans la phase d'établissement d'un Diocèse en Finlande.  En 1209, quand il est en exil au  Danemark, Anders Sunesen, l'Archevêque de Lund, contacte le pape Innocent III pour lui demander de nommer un nouvel évêque pour la Finlande. Comme dans le cas de Valerius, il fait part de son espoir qu'il n'y ait pas de  problèmes d'adéquation avec l'évêque  anonyme qu'il recommande du fait du  manque de candidats de qualité, problème qui s'était posé pour l'archevêque Valerius  L'église de Finlande est en effet réputée avoir été établie récemment par l'action de « quelque nobles hommes ».
Quelques années plus tard , Valerius est directement en contact avec le Pape pour lui faire part de son inquiétude devant les attaques des "barbares" de Finlande. Honorius III mentionne cette situation dans sa lettre de 1221 à l'évêque anonyme de Finlande qui n'est cependant pas autorisé à établir un embargo commercial contre les populations hostiles. Dans cette correspondance, l'église de Finlande est de nouveau présentée comme d'origine récente.

## Dernières années
Le roi Erik Knutsson meurt le 10 avril 1216. Au début de l'année 1219 Valerius procède, à Linköping, au couronnement de son successeur le jeune roi Johan Sverkersson, assisté de quatre évêques suffragants dont celui de Strängnäs Olov Basatömer.
Selon le Chronicon rerum Sveogothicarum et la Chronologia vetus, Valerius meurt plus tard dans la même année le 7 avril 1219, et il est inhumé dans l'église de Gamla Uppsala. Cependant quelques historiens estiment que les chroniqueurs se sont trompés sur l'année de sa disparition et qu'il ne meurt que postérieurement avant la nomination de son successeur Olov Basatömer en 1224.